# Stazione di Cassano all'Jonio
La stazione di Cassano all'Jonio era una stazione ferroviaria posta, a 26 metri s.l.m., al km 9+593 della linea Sibari-Cosenza, che serviva il centro abitato di Cassano all'Ionio, nei pressi della frazione Doria. Declassata a posto di movimento è stata infine soppressa.

## Storia
La stazione venne costruita distante dall'abitato contestualmente alla costruzione del primo tratto della ferrovia per Cosenza. 
Il 12 dicembre 2010 la stazione di Cassano all'Jonio venne trasformata in posto di movimento.